# Dominic Perez
Pour les articles homonymes, voir Perez.
Dominic Perez, né le 1er octobre 1994, est un coureur cycliste philippin.

## Palmarès et résultats

### Palmarès par année
- 2015
  - 5e étape de la Ronda Pilipinas[1]
- 2019
  - 3e de la Ronda Pilipinas

### Classements mondiaux
| Année                                 | 2019  |
| ------------------------------------- | ----- |
| Classement mondial                    | 1189e |
| UCI Asia Tour                         | 71e   |
|                                       |       |
| Légende : nc = non classéSource : UCI |       |